# Overhekermolen
De Overhekermolen in de Nederlandse plaats Klimmen is een voormalige windmolen die in 1878 werd gebouwd. Het was een beltmolen met twee maalstoelen waar graan mee tot meel werd vermalen. In 1912 werd een van de maalstoelen van elektrische aandrijving voorzien. Nadat eind 1941 de wieken van de molen waren gevallen, werd ook de tweede maalstoel voortaan elektrisch aangedreven. In het kader van de Koude Oorlog was de bovenkant van de molenromp van 1953 tot 1964 in gebruik als observatieplatform voor het Korps Luchtwachtdienst. Met het malen in de molenromp werd in 1966 gestopt en de naastgelegen graan- en veevoederhandel sloot in 1977 de deuren. Sinds 2004 vormen de restanten van de Overhekermolen een rijksmonument.

## Bouw, naamgeving, ligging en molentype

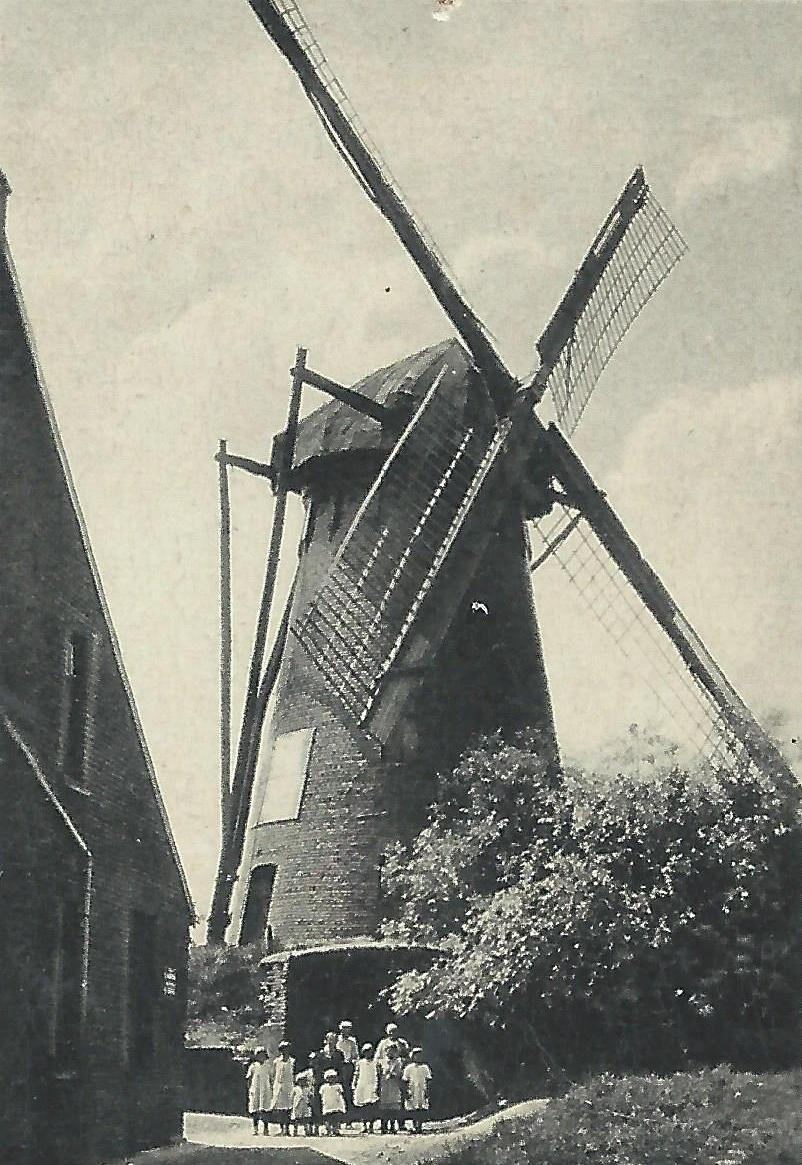
De Overhekermolen in 1935

De Overhekermolen is gebouwd in 1878/1879. Het is voor zover bekend de enige windmolen die Klimmen ooit gehad heeft. De opdrachtgeefster tot de bouw was de weduwe Joanna Geertrudis van Driel-Stienen uit Nederweert. Zij kocht in 1878 een stuk land van Christiaan Jacobs en vroeg de gemeenteraad van Klimmen toestemming om daar een graan-windmolen te mogen bouwen. De vergunning werd op 16 juli 1878 verleend waarna met de bouw werd begonnen. De molen, een stenen beltmolen met twee maalstoelen, werd in 1879 voltooid.
In het begin ging de molen door het leven als de molen aan den Kruisboom. In de loop van de tijd veranderde de naam van de molen in de volksmond eerst in de molen van Klimmen en later in de molen van Braakhuis. Anno 2020 gaat de molen al weer de nodige jaren door het leven als de Overhekermolen. De naam verwijst daarmee naar Overheek, de buurtschap van Klimmen waar de molen staat.
De molen werd gebouwd aan de rand van de toenmalige Overhekerheide. In die tijd lag er nauwelijks bebouwing in de directe omgeving van de molen. Door de hoge ligging kon de doorgaans westelijke of zuidwestelijke wind onbelemmerd toe- en afstromen. Voor het goed functioneren van de windmolen was dat van groot belang. De molen was vanuit alle richtingen goed te zien en was lange tijd een van de beeldbepalende gebouwen van Klimmen.
De Overhekermolen bestond van beneden naar boven uit de molenbelt, de molenromp en de kap met wiekenkruis en kruiwerk. De kap met wiekenkruis en kruiwerk lag los op de molenromp en kon daarop 360 graden rondgedraaid worden. Zo kon het wiekenkruis eenvoudig in de richting van de wind gekruid worden. De draaiende beweging van de wieken werd via assen en tandwielen naar de beide maalstoelen overgebracht. In elke maalstoel lagen twee molenstenen waartussen het graan tot meel werd vermalen.

## Opeenvolgende eigenaars
De Overhekermolen was oorspronkelijk het gezamenlijk eigendom van de bouwer van de molen, Joanna van Driel-Stienen, en de eerste molenaar, Jan Mathijs Ament. Joanna overleed in 1884 en in datzelfde jaar vertrok Jan Mathijs met zijn gezin uit Klimmen. In 1886 vestigde Joanna’s zoon Hubertus van Driel zich in Klimmen. Hij was molenaar en timmerman van beroep en hij ging waarschijnlijk als molenaar op de Overhekermolen aan de slag. In 1891 werd Hubertus eigenaar van de Overhekermolen. In 1915 verkocht hij de Overhekermolen aan de gebroeders Bernard en Hendrikus Braakhuis uit Hulsberg, die oorspronkelijk uit Tubbergen in Overijssel kwamen.
Nadat Hendrikus Braakhuis zich in 1916 uit de Overhekermolen had teruggetrokken, zette Bernard Braakhuis het molenbedrijf alleen voort. In 1920 bouwde hij vlak bij de molen een woonhuis, stallen en een magazijn. In de jaren daarna liet hij de molen helemaal opknappen door de gebroeders van Aspert uit Heeswijk-Dinther. Naarmate Bernard een dagje ouder werd, werd het werk in de molen meer en meer overgenomen door zijn kinderen Rika en Sjeng. Rika deed de administratieve en organisatorische kant van het werk en Sjeng nam het zware werk in de molen voor zijn rekening. Nadat Bernard Braakhuis in 1954 was overleden nam Rika in 1959 de Overhekermolen van haar moeder, Maria Braakhuis-Bruls, over. Rika’s man Theo Nicolaes werkte bij de Staatsmijnen (later DSM) en was niet bij de bedrijfsvoering op en rond de Overhekermolen betrokken.
Samen met broer Sjeng hield Rika Nicolaes-Braakhuis het maalbedrijf in de Overhekermolen tot 1966 in bedrijf. Pas in 1977 werd ook een punt gezet achter de naastgelegen graan- en veevoederhandel. De beëindiging van de werkzaamheden op en rond de Overhekermolen had mede te maken met de opkomst van industriële meelfabrieken en met toenemende concurrentie van de lokale vestigingen (ook wel Boerenbonden genoemd) van de Limburgse Land- en Tuinbouwbond.
Sinds 1994 is Rika's oudste zoon de eigenaar van de Overhekermolen.

## De dagelijkse gang van zaken op de Overhekermolen

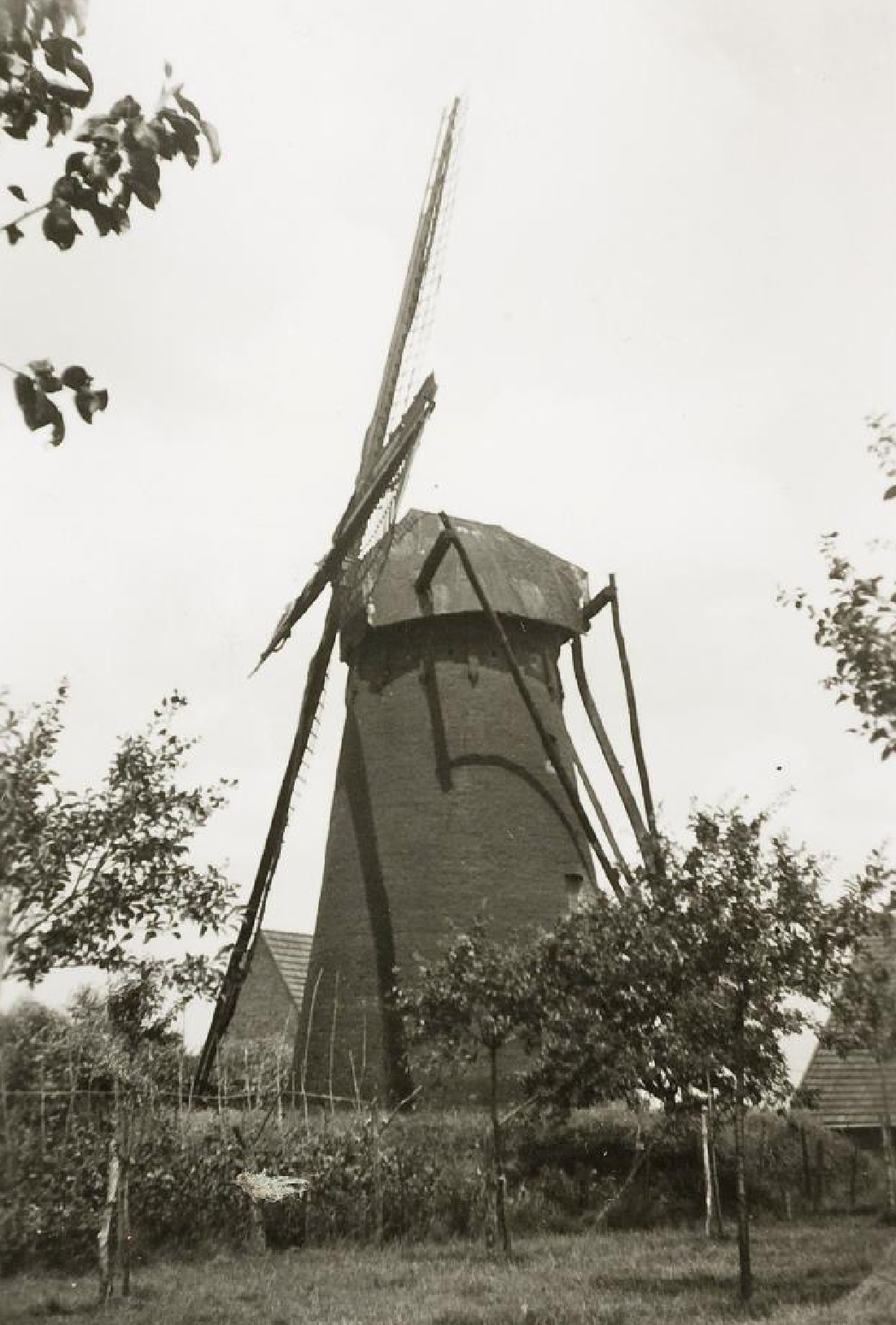
De laatste foto van de Overhekermolen voordat op 27 december 1941 de wieken er na een asbreuk vanaf vielen.

Het werk op de Overhekermolen was zwaar en niet van gevaar ontbloot.
Bij het begin van de werkdag werden eerst alle beveiligingen weggenomen waarna het wiekenkruis in de richting van de wind werd gedraaid; ook werden de bij de windkracht passende zeilen voorgelegd. Daarna werd het te malen graan naar boven getakeld en in de maalstoelen vermalen. De molenaar controleerde tijdens het malen voortdurend de kwaliteit van het meel en greep in waar dat nodig was. Daarnaast hield hij het weer in de gaten om bij veranderende windrichting en windkracht te kunnen kruien en de zeilvoering aan te passen. Ook instrueerde hij de molenknecht en hield hij de administratie bij. Steeds terugkerende werkzaamheden waren poetsen, het billen (scherpen) van de molenstenen en kleinere onderhoudsklussen. Aan het einde van de werkdag smeerde de molenaar de belangrijkste lagers en bracht alle beveiligingen in de molen weer aan.
De werkomstandigheden op de molen waren verre van aangenaam. Ongeacht dag of uur werd gemalen als er voldoende wind was. Op de werkplek was het lawaaierig en stoffig, het tochtte er voortdurend, het was er vaak vochtig en draaiende en bewegende molenonderdelen maakten het er gevaarlijk.

## De Overhekermolen in de rouw
Het enige dodelijk ongeluk op de Overhekermolen vond in 1931 plaats. Buurtgenoot en klant Pierre Muyrers overleed op 22 december 1931, enkele uren nadat hij door een slag van een ronddraaiende molenwiek een schedelbreuk had opgelopen.
Dat was niet het eerste ongeluk met ronddraaiende wieken op de Overhekermolen. Al in 1920 was Sjeng, het toen driejarig zoontje van Bernard Braakhuis, door een draaiende wiek zwaar gewond geraakt. Ook anderszins werden de gezinnen die van de molen leefden regelmatig in rouw gedompeld. Kindersterfte, ziekte, oorlogsgeweld en het verkeer eisten in de loop van de jaren zo hun tol.

## Concurrentie van nieuwe energiebronnen
De ontwikkelingen in het molenbedrijf stonden gedurende al die jaren dat op de Overhekermolen werd gemalen niet stil. In de eerste helft van de twintigste eeuw kregen wind en water als energiebron steeds meer concurrentie van elektrische en verbrandingsmotoren.
Van de in de huidige gemeente Voerendaal liggende water- en windmolens (de Voerendaalse Molen en de Puttersmolen in Voerendaal, de Oliemolen van Weustenrade, Op de Vrouweheide in Ubachsberg) was de Overhekermolen in 1912 de eerste die een maalstoel voorzag van elektrische aandrijving. In de jaren daarna openden in Kunrade, Ransdaal, Retersbeek en Ubachsberg diverse nieuwe graanmaalderijen met uitsluitend motoraandrijving hun deuren. En zoals eerder gezegd, ontwikkelde ook de Boerenbond zich gaandeweg tot een geduchte concurrent van de traditionele wind- en watermolens.

## Het einde van de Overhekermolen als windmolen
Eind 1941 trof het noodlot de Overhekermolen: tijdens een storm viel het wiekenkruis van de molen en de molenromp bleef wiekloos achter.
Het malen werd in 1942 al snel hervat waarbij de beide maalstoelen nu beurtelings werden aangedreven door één elektromotor. De jarenlange pogingen om de wieken weer te herstellen, werden vooral gemotiveerd vanuit de landschappelijke betekenis van de molen. Economische motieven speelden nauwelijks een rol en dat was waarschijnlijk ook de reden dat al die pogingen vruchteloos bleven.

## De molenromp in gebruik als luchtwachtpost

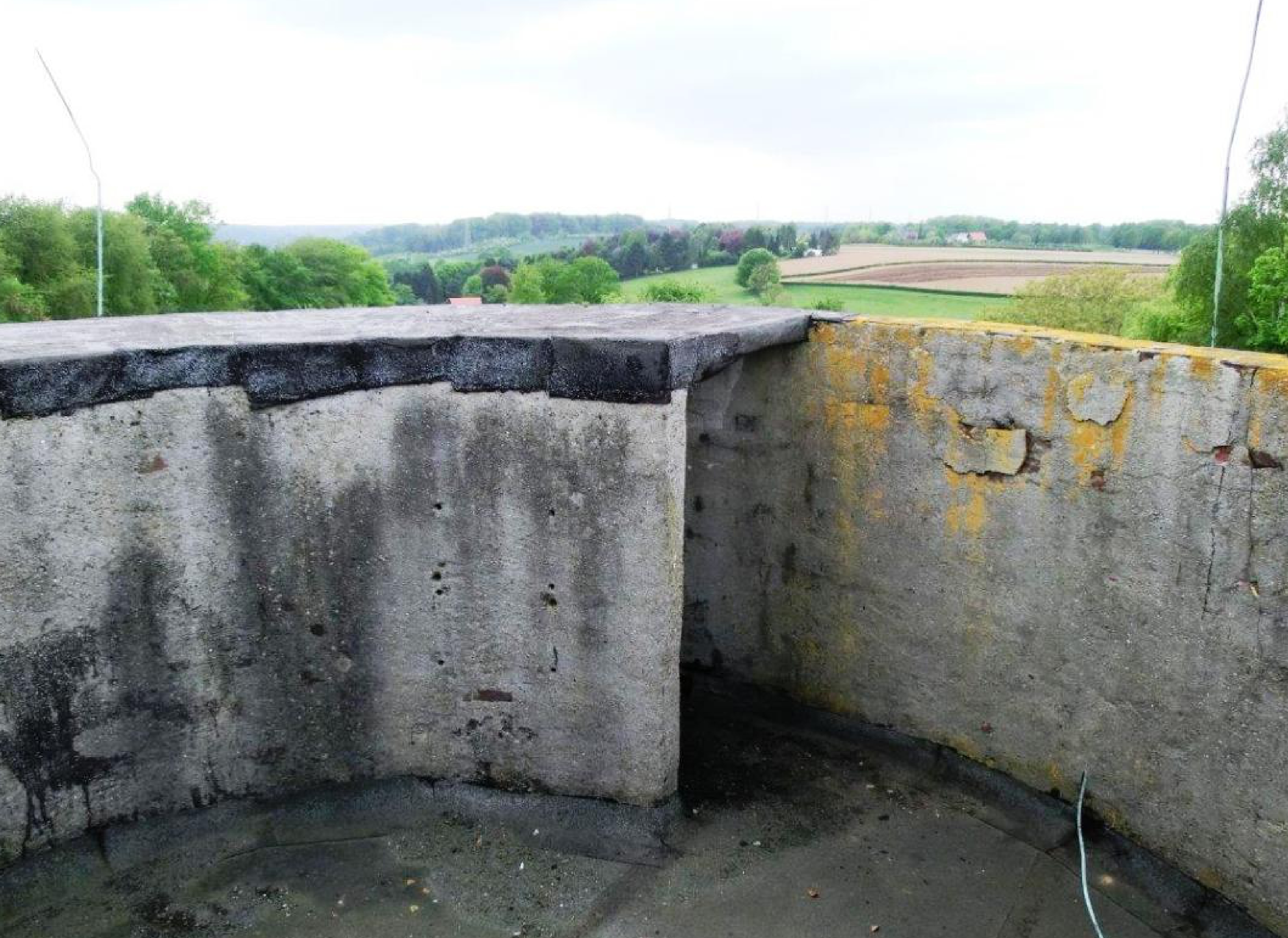
Uitzicht vanaf het observatieplatform op de Overhekermolen (29 april 2014; S. van Lochem)

In het kader van de Koude Oorlog werd de bovenkant van de molenromp van de Overhekermolen in 1953 door het Korps Luchtwachtdienst in gebruik genomen als luchtwachtpost. Daarvoor werd op de plaats van de vroegere molenkap een observatieplatform gebouwd. Het platform was te bereiken via een kooiladder die aan de buitenkant tegen de molenromp was bevestigd.
Het Korps Luchtwachtdienst had tot taak het opsporen en volgen van vliegtuigen die lager dan 1500 meter vlogen. De luchtwachtpost van Klimmen vormde een driehoek met luchtwachtposten in Maastricht en Stein. Binnen deze driehoek waren nauwkeurige metingen mogelijk en kon de richting van vliegtuigen behoorlijk accuraat bepaald worden. Vanaf 1964 werd het Korps Luchtwachtdienst afgebouwd en verloor de Overhekermolen zijn functie als luchtwachtpost.
Gedurende de jaren dat de Overhekermolen als luchtwachtpost dienst deed, werd het maalbedrijf in de molenromp gewoon voortgezet.

## De Overhekermolen op non-actief

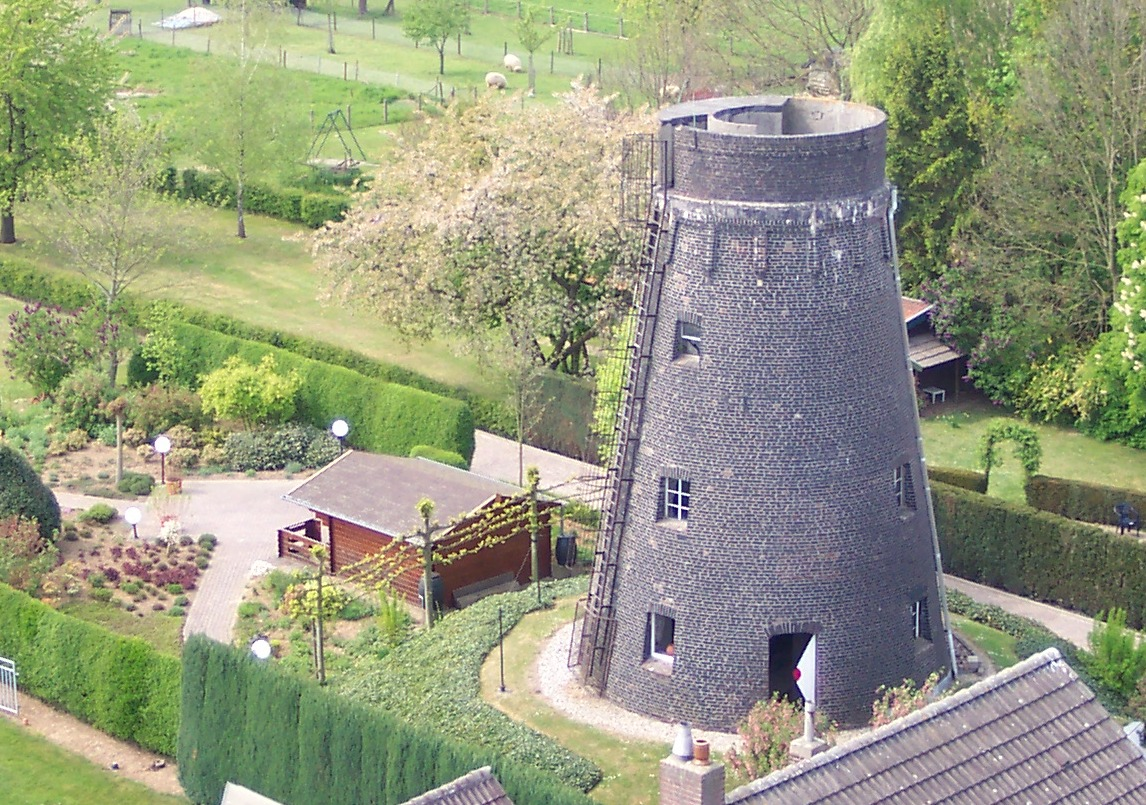
De Overhekermolen met bovenop het observatieplatform van het Korps Luchtwachtdienst. Het platform kan via een (afgeschermde) kooiladder die buiten tegen de molenromp bevestigd is, bereikt worden.

De begane grond en meelzolder in de molenromp van de Overhekermolen werden in de jaren nadat in 1977 aan alle bedrijvigheid in en om de molen een einde was gekomen, voor allerlei doeleinden gebruikt. Zo werden er piepkuikens vetgemest, feestjes voor de jeugd georganiseerd en bijeenkomsten van de buurtvereniging gehouden. Pas in 1991 werden de hoger gelegen zolders leeg geruimd en daarna uit de molenromp verwijderd. De ruimte in de molenbelt wordt anno 2020 als garage gebruikt.
Om niet tot een ruïne te vervallen, vraagt de Overhekermolen voortdurend aandacht en onderhoud. Sinds 2004 staan de molenrestanten inclusief het observatieplatform (maar exclusief de kooiladder) te boek als rijksmonument. Hoewel meerdere instanties zich voor de instandhouding van het monument inzetten, is het vooral de eigenaar die verantwoordelijk is voor het onderhoud van het monument en die het merendeel van de kosten draagt.

## Overzichten geschiedenis, eigenaren en molenaars
| 1878      | Bouwvergunning voor de molen verleend                                                     |
| 1878-1879 | Molen gebouwd                                                                             |
| 1879-1912 | Molen operationeel met twee maalstoelen op windkracht                                     |
| 1912-1941 | Molen operationeel met één maalstoel op windkracht; tevens één maalstoel op elektriciteit |
| 1920      | Molenhuis bij de molen gebouwd                                                            |
| 1931      | Dodelijk ongeluk op de molen gebeurd                                                      |
| 1941      | Wiekenkruis van de molen gevallen; einde van de molen als windmolen                       |
| 1942-1966 | Motormaalderij in de molenromp met twee maalstoelen op elektriciteit                      |
| 1953      | Molenromp voorzien van een observatieplatform en een uitwendige kooiladder                |
| 1953-1964 | Observatieplatform op de molenromp in gebruik als luchtwachtpost / oefentoren             |
| 1966      | Einde van de motormaalderij in de molenromp                                               |
| 1977      | Einde van de graan- en veevoederhandel bij de molenromp                                   |
| 1991      | Molenromp ontmanteld                                                                      |
| 2004      | Molenromp aangewezen als rijksmonument                                                    |

| 1878-1879  | Molen gebouwd in opdracht van Joanna Geertrudis van Driel-Stienen              |
| 1879-1884  | Twee eigenaars: Joanna Geertrudis van Driel-Stienen en Jan Mathijs Ament       |
| 1884-1891  | Twee eigenaars: Erven Joanna Geertrudis van Driel-Stienen en Jan Mathijs Ament |
| 1891-1915  | Hubertus Martinus van Driel (zoon van Joanna)                                  |
| 1915-1916  | Twee eigenaars: Bernard Braakhuis en Hendrikus Braakhuis                       |
| 1916-1954  | Bernard Braakhuis                                                              |
| 1954-1959  | Maria Hubertina Braakhuis-Bruls (vrouw van Bernard)                            |
| 1959-1994  | Rika Nicolaes-Braakhuis (dochter van Bernard en Maria)                         |
| 1994-heden | Gied Nicolaes (zoon van Rika)                                                  |

| 1879-1880 | waarschijnlijk Jan Mathijs Ament                                                     |
| 1880-1884 | Jan Mathijs Ament                                                                    |
| 1884-1886 | waarschijnlijk Jan Mathijs Ament en/of Hubertus van Driel                            |
| 1886-1915 | Hubertus van Driel; de laatste jaren wellicht samen met Paulus Hubert Joseph Hermans |
| 1915-1916 | Bernard en Hendrikus Braakhuis                                                       |
| 1916-1954 | Bernard Braakhuis; de laatste jaren samen met zoon Sjeng Braakhuis                   |
| 1954-1966 | Sjeng Braakhuis                                                                      |